# Конвой № 3120
Конвой № 3120 — японський конвой часів Другої світової війни, проведення якого відбувалось у січні 1944 року.
Пунктом призначення конвою був атол Трук (Чуук) у центральній частині Каролінських островів, де ще до війни створили потужну базу японського ВМФ, з якої до лютого 1944 року провадились операції у цілому ряді архіпелагів. Вихідним пунктом став розташований у Токійській затоці порт Йокосука (саме звідси традиційно вирушала більшість конвоїв на Трук).
До складу конвою увійшли транспорти «Хокі-Мару», «Кова-Мару», «Сан-Франциско-Мару» та «Ункай-Мару № 6». Охорону забезпечували кайбокани (фрегати) «Окі» та «Манджу».
Загін вирушив з порту 20 січня 1944 року. Його маршрут пролягав через кілька традиційних районів патрулювання американських підводних човнів, які зазвичай діяли поблизу східного узбережжя Японського архіпелагу, біля островів Оґасавара, Маріанських островів і на підходах до Труку. Під час переходу ескорт провів кілька атак проти ймовірних ворожих субмарин, через загрозу від яких 27 січня вирішили зробити зупинку на Сайпані (Маріанські острови). 29 січня конвой прибув сюди і рушив далі лише 31 січня. Цього разу ескорт кілька раз провадив протичовнові заходи (в одному з випадків «Манджу» навіть застосував артилерію проти підводного човна, що перебував на поверхні). Утім, у підсумку проходження конвою № 3120 відбулось успішно, і 4 лютого він прибув на Трук.
17 лютого 1944 року під час потужного рейду американського авіаносного з'єднання на Трук були потоплені одразу три транспорти, що прибули з конвоєм № 3120 — «Хокі-Мару», «Сан-Франциско-Мару» та «Ункай-Мару № 6». «Кова-Мару» встиг до того вирушити до архіпелагу Бісмарка, але при поверненні звідти загинув за кілька діб після удару по Труку.